# François Moubandje
Jacques François Moubandje, född 21 juni 1990, är en schweizisk fotbollsspelare som spelar för FC Sion.

## Klubbkarriär
I juli 2019 värvades Moubandje av kroatiska Dinamo Zagreb. I september 2020 lånades han ut till turkiska Alanyaspor på ett låneavtal över säsongen 2020/2021.
Den 12 januari 2022 lånades Moubandje ut till turkiska klubben Göztepe på ett kortsiktslån.
Den 31 augusti 2022 köptes Moubandje av den schweiziska klubben FC Sion på ett tvåårskontrakt.

## Landslagskarriär
Moubandje debuterade för Schweiz landslag den 15 november 2014 i en 4–0-vinst över Litauen. I maj 2018 blev han uttagen i Schweiz trupp till fotbolls-VM 2018.